# الخالدية (مادبا)
الخالدية منطقة سكنية تقع في لواء قصبة مادبا، محافظة مادبا في الأردن. تنتمي المنطقة لقضاء مادبا الذي يضم 9 مناطق. يقدر عدد سكانها بـ 3122 نسمة حسب إحصاء 2015.

## الوصلات الخارجية
- دائرة الاحصاءات العامة